# Värnamo Nyheter

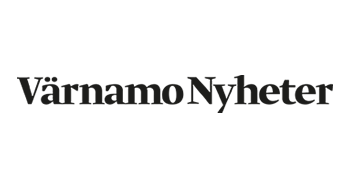
Värnamo Nyheters logotyp.

Värnamo Nyheter (VN) är en politiskt obunden lokaltidning som utges i Värnamo kommun, Gislaveds kommun, Gnosjö kommun, Anderstorps kommun, Unnaryds kommun, Reftele kommun, Burseryds kommun, Bredaryds kommun och Vaggeryds kommun. Tidningen grundades 1930 av Karl Witus Johansson.
Dagstidningen utkommer fyra dagar i veckan och driver nyhetssajten vn.se
Tidningen ingår i Hall Media.
- Upplaga: 11 800 (TS 2018)
- Räckvidd: 25 000 (Orvesto 2019:2)

## Ansvariga utgivare
Källa: Nya Lundstedts databas, Kungliga Biblioteket
- 1930–1967 – Karl Witus Johansson
- 1967–1981 – Karl-Erik Johansson
- 1981–1986 – Thore Slunge
- 1986–1995 – Sven Lindström
- 1995–1997 – Bengt Legersjö
- 1997–1999 – Rolf Edmark
- 1999–2001 – Sten-Åke Hjerpe
- 2001–2002 – Ann-Christine Johansson
- 2002–2006 – Ulf Johnsson
- 2006–2008 – Stig-Eric Einarsson
- 2008–2009 – Petra M. Bedin
- 2009–2013 – Lars Alkner
- 2013–2015 – Inger Abram Ohlsson
- 2015–2016 – Mats Ottosson
  - 2015–2015 – Ronny Karlsson (kortvarigt)
  - 2015–2015 – Marie Johansson Flyckt (kortvarigt)
  - 2015–2016 – Marie Johansson Flyckt (kortvarigt)
- 2016–2019 – Marie Johansson Flyckt
  - 2017–2017 – Herman Nikolic (kortvarigt)
  - 2017–2017 – Patricia Svensson (kortvarigt)
- 2019 – Herman Nikolic